# Nord (film, 1991)
Pour les articles homonymes, voir Nord (homonymie).
Pour plus de détails, voir Fiche technique et Distribution.
Nord est un film français réalisé par Xavier Beauvois, sorti en 1991.

## Synopsis
La désintégration d'une famille, vivant dans une petite ville du Pas-de-Calais, confrontée à l'impossibilité de communiquer.

## Fiche technique
- Titre : Nord
- Réalisation : Xavier Beauvois
- Scénario : Xavier Beauvois
- Production : Bernard Verley et Jean-Bernard Fetoux
- Musique : Philippe Chatiliez
- Photographie : Fabio Conversi
- Montage : Agnès Guillemot
- Costumes : Muriel Bourgeay
- Pays d'origine :  France
- Format : couleurs
- Genre : drame
- Durée : 99 minutes
- Date de sortie : 1991
  - Canada : 24 août 1991 (Festival des films du monde de Montréal)
  - France : 19 février 1992 (sortie nationale)

## Distribution
- Xavier Beauvois : Bertrand
- Bulle Ogier : la mère
- Bernard Verley : Ferrand
- Agnès Evrard : la fille
- Jean Douchet : le pharmacien
- Jean-René Gossart : Frédo
- Jeanette Hereng : la grand-mère
- Fernand Kindt : le grand-père
- Mathieu Lindon : le professeur de philo
- Christian Dewinter : le professeur de français